# Manuel Rivera-Ortiz Foundation
Manuel Rivera-Ortiz Foundation for International Photography er en amerikansk stiftelse, der blev grundlagt af Manuel Rivera-Ortiz i 2010 for at støtte underrepræsenterede fotografer, navnlig fra mindre udviklede lande.
Fonden har hovedsæde i Rochester og har bl.a. ydet bidrag til flere fotografiske projekter.
.
Direktør for stiftelsen er Didier de Faÿs.

## Vindere
- 2013 Vivek Singh[4]
- 2012 Gustavo Jononovich[5]
- 2011 Mads Nissen[6][7]

## Links
- Den officielle hjemmeside
- Fotografen Mads Nissen har vundet Manuel Rivera-Ortiz prisen for internationalt fotografi